# GEAS Basket 2019-2020
Questa voce raccoglie le informazioni riguardanti il Geas Basket Sesto San Giovanni nelle competizioni ufficiali della stagione 2019-2020.

## Stagione
Nella stagione 2019-2020 il Geas Basket Sesto San Giovanni, sponsorizzato Allianz, disputa per la trentesima volta la massima serie.

## Verdetti stagionali
Competizioni nazionali
- Supercoppa italiana: (1 partita)

Semifinale persa contro Ragusa.

## Rosa
|    | Naz.                   | Ruolo | Sportivo         | Anno | Alt. |  |        |
| -- | ---------------------- | ----- | ---------------- | ---- | ---- |  | ------ |
| 3  | Italia (bandiera)      | A     | Arianna Zampieri | 1988 | 183  |  |        |
| 5  | Italia (bandiera)      | P     | Giulia Arturi    | 1987 | 175  |  | (cap.) |
| 7  | Italia (bandiera)      | A     | Allegra Botteghi | 1995 | 180  |  |        |
| 8  | Italia (bandiera)      | P     | Costanza Verona  | 1999 | 170  |  |        |
| 9  | Italia (bandiera)      | A     | Sara Crudo       | 1995 | 184  |  |        |
| 10 | Slovacchia (bandiera)  | C     | Sabína Oroszová  | 1993 | 190  |  |        |
| 11 | Stati Uniti (bandiera) | G     | Brooque Williams | 1989 | 175  |  |        |
| 12 | Italia (bandiera)      | G     | Marta Pellegrini | 2002 | 177  |  |        |
| 14 | Italia (bandiera)      | P     | Ilaria Panzera   | 2002 | 178  |  |        |
| 18 | Italia (bandiera)      | G     | Martina Grassia  | 2001 | 181  |  |        |
| 19 | Italia (bandiera)      | P     | Federica Merisio | 2003 | 170  |  |        |
| 20 | Italia (bandiera)      | C     | Elisa Ercoli     | 1995 | 190  |  |        |
| 21 | Stati Uniti (bandiera) | A     | Sophie Brunner   | 1995 | 186  |  |        |
| 22 | Italia (bandiera)      | A     | Adele Calvi      | 2003 | 180  |  |        |

## Mercato
Confermate le due statunitensi Sophie Brunner e Brooque Williams il capitano Giulia Arturi, la pivot Elisa Ercoli, la playmaker Costanza Verona.
Inoltre la società ha effettuato i seguenti trasferimenti:
| Acquisti | Acquisti         | Acquisti      | Acquisti   |
| R.       | Nome             | da            | Modalità   |
| -------- | ---------------- | ------------- | ---------- |
| A        | Arianna Zampieri | Alpo Basket   | definitivo |
| A        | Allegra Botteghi | Pall. Torino  | definitivo |
| A        | Sara Crudo       | Reyer Venezia | definitivo |
| C        | Sabína Oroszová  | Valosun Brno  | definitivo |

| Cessioni | Cessioni                | Cessioni        | Cessioni       |
| R.       | Nome                    | a               | Modalità       |
| -------- | ----------------------- | --------------- | -------------- |
| A        | Veronica Schieppati     | Basket Carugate | fine contratto |
| A        | Kalis Loyd              | Ensino Lugo     | fine contratto |
| PG       | Maria Beatrice Barberis | Pall. Torino    | fine contratto |
| A        | Giuditta Nicolodi       | Eirene Ragusa   | fine contratto |

## Risultati

### Supercoppa italiana

#### Semifinale
| Arbitri: | Enrico Boscolo (Chioggia) Alberto Perocco (Treviso) Maria Giulia Forni (Cervia) |

|             |          |                         |
| Walker 21   | Punti    | 14 Crudo                |
| Consolini 6 | Assist   | 3 Arturi, Crudo, Verona |
| Hamby 9     | Rimbalzi | 5 Brunner, Ercoli       |